# Первая битва за Брест (1920)
Первая битва за Брест — сражение советско-польской войны 1919—1920 годов. Отступавшая польская армия пыталась закрепиться на рубеже рек Западный Буг и Нарев — последнем естественном рубеже перед Вислой. Взятие Бреста советскими войсками шокировало польское командование, смешало все его планы и вынудило срочно готовиться к обороне столицы.

## Предыстория
В конце июля 1920 года, после неудачного для польских войск сражения на Немане и Щаре, реки Западный Буг и Нарев стали последней естественной преградой для Красной армии на её пути к Висле. Пилсудский принял решение задержать наступление противника именно здесь, это же ему посоветовал и прибывший в Польшу в качестве военного советника французский генерал Вейган. Новый начальник польского генштаба Розвадовский приказал войскам 1-й и 4-й армий и Полесской группы занять оборону от границы с Восточной Пруссией по линии Граево — Осовец — Каменец-Литовский — Кобрин.
Используя сложившуюся обстановку, Пилсудский решил дать решающее сражение на Западном Буге. Его план предусматривал усиление Полесской группы в районе Бреста за счёт войск из Галиции, и нанесение этими силами удара на север, в левое крыло стремящихся к Висле войск Западного фронта. Для реализации этого плана было необходимо выполнение двух условий:
1. Удержание польскими войсками Бреста,
2. Нанесение поражения 1-й Конной армии Будённого (именно это позволило бы перебросить часть польских войск с Украины).

При отступлении на указанный рубеж обороны правое крыло польской 4-й армии — группа генерала Даниэля Конажевского (командира 1-й дивизии Великопольских стрелков) — заняло позиции между Пружанами и Берёзой-Картузской, где вела бои с 8-й и 10-й стрелковыми дивизиями 16-й армии Н. В. Соллогуба. Однако левое крыло 4-й армии — группу генерала Владислава Юнга (командира 15-й пехотной дивизии) — части Красной Армии с ходу отбросили за Нарев. Между этими двумя группами войск 4-й армии образовалась брешь в несколько десятков километров шириной, в которую устремились 2-я и 17-я дивизии РККА.
Южнее группы генерала Конажевского вдоль железной дороги Гомель-Брест отступала Полесская группа генерала Сикорского. Ещё вечером 27 июля главное командование прислало генералу Сикорскому в Кобрин приказ об отходе его группы в район Бреста и удержании там большого плацдарма на восточном берегу Западного Буга как основы для будущей наступательной операции. Сикорский в ночь с 28 на 29 июля прибыл в Брестскую крепость со своим штабом, а утром 29 июля к Бресту двинулись главные силы Полесской группы, которые достигли указанных им позиций до полудня 20 июля.
Тухачевский направил к Бресту основные силы 16-й армии и Мозырской группы, приказав Соллогубу и Хвесину взять Брестскую крепость, а в случае сильного сопротивления — обойти Брест с севера.

## Расположение сил
30 июля к расположению польских войск приблизились три советские стрелковые дивизии: с юго-востока — 57-я, с востока — 10-я, с северо-востока — 2-я. Ещё севернее наступала 8-я стрелковая дивизия, получившая задачу переправиться через Западный Буг и захватить район Бяла-Подляска.
Польская Полесская группа расположилась от Великориты (южнее Бреста) до участка в 5 км севернее города. Для своего размещения войска использовали старые русские укрепления и окопы времён Первой мировой войны. В целом линия обороны протянулась на 25 км.

## Ход боевых действий
30 и 31 июля советская артиллерия обстреливала польские позиции. 31 июля советская 2-я стрелковая дивизия отбросила полки 16-й польской пехотной дивизии за Буг. 1 августа командующий обороной Бреста генерал Сикорский выехал в Бяла-Подляску для встречи с командующим только что созданного Северного фронта генералом Халлером, не предполагая, что именно в этот день начнётся советское наступление на Брест.
В 12 часов дня 1 августа после короткой артиллерийской подготовки советская 10-я стрелковая дивизия атаковала польские позиции в районе железной дороги Жабинка-Брест. Первую атаку полякам удалось отбить, однако в 14 часов слева ударили части 2-й стрелковой дивизии, а в 15 часов после артиллерийской подготовки вновь пошла в наступление 10-я стрелковая дивизия. Двум дивизиям удалось прорвать линию обороны. Отступающие польские солдаты и появившиеся на окраине города красноармейцы вызвали панику среди тыловых служб и обозников, которые устремились к мостам на Западном Буге. Советские части без боя заняли часть фортов Брестской крепости, однако находившиеся в самой крепости два польских батальона сумели выбить красноармейцев из фортов. В это время в город вошли другие подразделения 10-й стрелковой дивизии, однако к вечеру полякам удалось выбить из города и их.
Генерал Сикорский, получив сведения об атаках противника, тут же вернулся в Брест и с офицерами своего штаба безуспешно пытался справиться с нарастающим хаосом. В 22 часа ему пришлось отдать приказ об отходе войск на западный берег Буга, при этом горным стрелкам из 21 дивизии пришлось штыками пробиваться через город, уже занятый советскими войсками. Крепость была покинута в ночь с 1 на 2 августа.
Сикорский намеревался провести 2 августа контрудар на Брест, но советская 8-я стрелковая дивизия, выполняя приказ Тухачевского, форсировала Западный Буг севернее Бреста и двинулась на Бяла-Подляску, угрожая тылам Полесской группы.

## Итоги
Бой за Брест дорого обошёлся обеим сторонам. Польские войска потеряли в боях несколько сот человек убитыми, ещё больше — ранеными и пленными. Потери красных дивизий были ещё выше: так, в 90-м полку 10-й дивизии остались в строю только 80 бойцов.
Утрата Бреста вызвала шок в штабе 3-й польской армии в Ковеле, где в это время находился сам Пилсудский. Его план удара во фланг войскам Западного фронта был сорван. Польскому главному командованию пришлось срочно готовить план обороны на Висле.